# Johann von Dumreicher

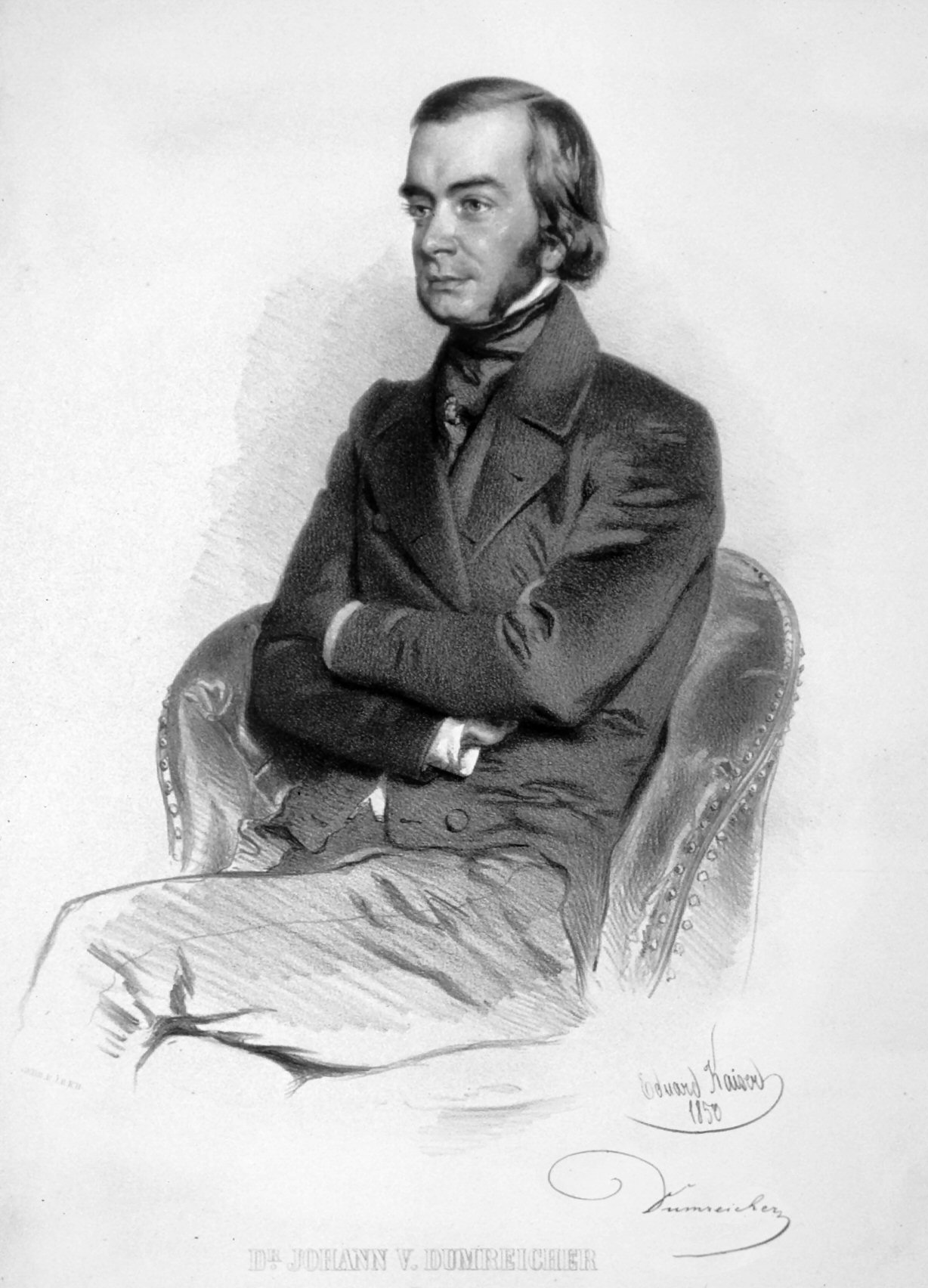
Johann von Dumreicher, Lithographie von Eduard Kaiser, 1850

Johann Heinrich Freiherr Dumreicher von Österreicher (* 13. Januar 1815 in Triest; † 16. November 1880 in Januševec bei Zagreb) war ein österreichischer Arzt und Chirurg. Er wirkte unter anderem als Professor der Chirurgie in Wien.

## Familie
Sein Großvater war der königlich dänische Generalkonsul Johann Heinrich von Dumreicher (* 2. Dezember 1703 in Kempten; † 12. April 1761 in Kopenhagen), welcher 1757 vom dänischen König Friedrich V. in den Adelsstand erhoben wurde. Sein Vater, Johann Dumreicher, war mit Dite W. F. von Österreicher verheiratet, welche Gesellschaftsanteile am Handelshauses „Johann Weber“ in Triest vertrat.
Sein Sohn Armand wurde ein bedeutender Reformer der österreichischen Schulwesens.

## Leben
Johann entstammt ebendieser Triestiner Kaufmannsfamilie. Seine schulische und wissenschaftliche Ausbildung wurde von seinem Großvater besonders gefördert und begann er in der Normal-Hauptschule bei St. Anna in Wien und im weitern im Gymnasium des Benediktinerstiftes St. Paul im Lavanttal, wo er auch Philosophie hörte. Kenntnisse der Physik eignete er sich im Studium bei Zamboni in Verona an.
Das Studium der Medizin an der Universität Wien schloss er 1838 mit dem Doktorgrad ab. Seit 1841 Assistent an der chirurgischen Klinik, habilitierte er sich 1844 zum Privatdozenten und wurde 1846 Primararzt an einer chirurgischen Abteilung im allgemeinen Krankenhaus von Wien. 1849 wurde er ordentlicher Professor der Chirurgie und Vorstand der Chirurgischen Klinik. Er war der erste Chirurg, der sich mit orthopädischen Fragen beschäftigte. Der spätere Orthopäde Lorenz war 1879/1880 sein „Operationszögling“. Auch der spätere Chirurgieprofessor Wenzel von Linhart gehörte zu Dumreichers Schülern.
Besondere Verdienste erwarb er sich im preußisch-österreichischen Krieg von 1866. 1869 wurde er Präsident einer Kommission zur Reorganisation des militärischen Sanitätswesen in Österreich.

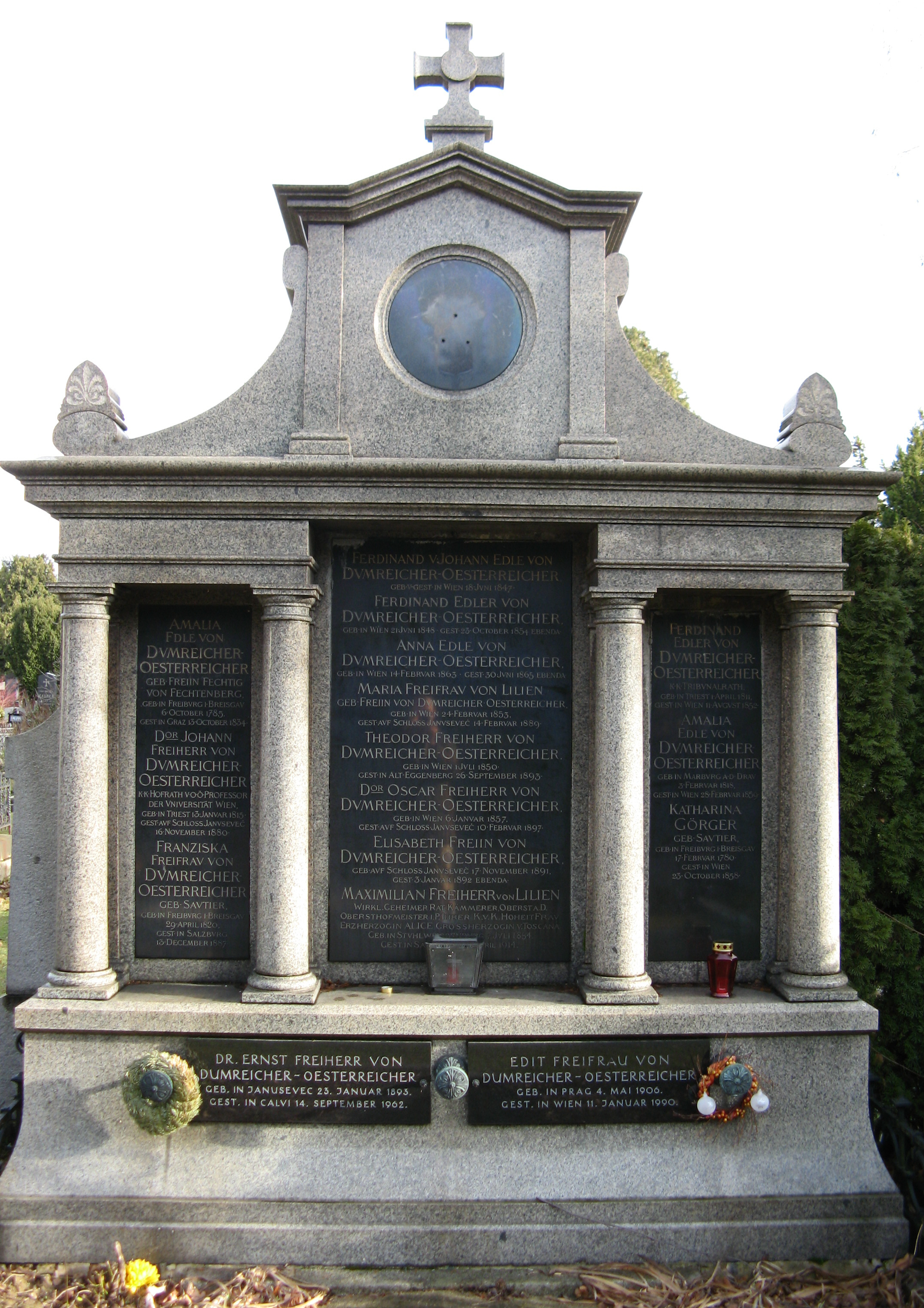
Grabstätte von Johann von Dumreicher am Hetzendorfer Friedhof

Nach schwerer Krankheit starb er 1880. Sein Nachfolger wurde, nachdem sein Erster Assistent Carl Nicoladoni ein Jahr als kommissarischer Leiter der Klinik eingesetzt war, Eduard Albert. Dumreichers Begräbnisstätte befand sich in Graz, 1899 wurde sein Leichnam auf dem Hetzendorfer Friedhof beigesetzt. Im Jahr 1953 wurde in Wien-Donaustadt (22. Bezirk) die Dumreichergasse nach ihm benannt.